# Твердофазне спалювання твердих побутових відходів
Твердофа́зне спа́лювання тверди́х побуто́вих відхо́дів — одержало поширення в 1970-х рр., коли навколо великих мегаполісів практично не залишилося територій для складування відходів. У цей час стали будуватися сміттєспалювальні заводи (ССЗ) небезпечний вплив яких на навколишнє середовище та здоров'я людей було встановлено лише в середині 1980-х рр.

## Спалювання на колосникових решітках
Заводи, що використовують колосникові ґрати відрізняються великою різноманітністю конструкцій термоагрегата і трактів подачі твердих побутових відходів (ТПВ) на спалювання і видалення продуктів термообробки. У загальному випадку процес можна описати таким чином: з бункера-накопичувача відходи подають в завантажувальні воронки, а потім в топки котлоагрегати, де вони спалюються на спеціальній решітці при температурі 700–1000 °C із використанням або без використання додаткового палива яким найчастіше слугує природний газ.
Колосникова решітка складається з обертових валків, або пластин, що перештовхуються.
Утворені при спалюванні зола і шлак становлять близько 25 % від маси первинних спалюваних відходів, вони транспортуються в спеціальне приміщення. Магнітний сепаратор, встановлений на транспортері, витягує чорний металобрухт, який пакетується і реалізується як вторинна сировина. Димові гази проходять знепилювання в електростатичних фільтрах, що забезпечують ступінь очищення 96-98 %. Вироблювана котлами пара тиском до 15 атм. і температурою до 300 °C використовується для потреб заводу, а його надлишок направляється в бойлерну установку для нагрівання мережної води міської системи теплопостачання.
Новітні системи очищення відхідних газів печей для спалювання міського сміття крім сполучення звичайних пиловловлювачів з різними пристроями для видалення шкідливих компонентів (хлористий водень, оксиди азоту та сірки), використовують і так звані фільтрувальні пиловловлювачі. Принцип дії їх ґрунтується на поглинанні шкідливих речовин. Як фільтрувальний матеріал у таких пиловловлювачах застосовується головним чином склотканина, стійка до дії високих температур (200–300 °C) і агресивних компонентів відхідних газів.

## Спалювання в агрегатах киплячого шару (КС)
Сутність спалювання відходів у КС полягає в тому, що через шар шихти (відходів) продувається висхідний потік повітря або збагаченого киснем дуття з такою швидкістю, при якій всі частинки вихідного матеріалу приходять в неперервний рух, подібний кипінню рідини, що і стало підставою для назви процесу. Необхідно зауважити, що перш, ніж відходи подаються в піч КС, вони повинні пройти попереднє сортування і дроблення.
Механізм утворення киплячого шару зводиться до наступного. Якщо через шар сипкого матеріалу (подрібнених відходів) продувати знизу газ, шар спочатку буде розпушуватися, а при певній швидкості подачі дуття набуває основні властивості рідини — рухливість, плинність, здатність набувати форми та обсягу посудини. Такий стан сипучого матеріалу називається псевдорідинним або псевдозрідженим.
Піч КС має ряд обов'язкових вузлів і деталей: вертикальну шахту, під з соплами, повітророзподільні камери, завантажувальне вікно (формокамера), розвантажувальний пристрій і газохід. Місця завантаження і розвантаження зазвичай розташовуються на протилежних сторонах печі.
Робоча камера печі виконана у вигляді металевого кожуха, футерованого всередині шамотною цеглою і покритого зовні шаром теплоізоляційного матеріалу. Звід печі виконується з вогнетривкої цегли.
Як залишковий продукт з печі виводиться шлак, а з системи пилоуловлювання сипка зола з малим вмістом вуглецю, суха, але містить токсичні речовини (в тому числі і діоксини).